# Robertus alpinus
Robertus alpinus är en spindelart som beskrevs av Dresco 1959. Robertus alpinus ingår i släktet fuktspindlar, och familjen klotspindlar.
Artens utbredningsområde är Italien. Inga underarter finns listade i Catalogue of Life.